# Svenskt Industriflyg AB
Svenskt Industriflyg AB (innan 2013 Andersson Business Jet, innan 2016 Bromma Business Jet AB), är ett svenskt flygbolag som flyger affärs- och taxiflyg med sju jetflygplan av typerna Bombardier Challenger 300, Cessna 525B CitationJet CJ3 och Dassault Falcon 7X. Flygbolaget samägdes av Industrivärden, Sandvik och Svenska Cellulosa Aktiebolaget, SCA. SCA (45 %), Sandvik (45 %) och Industrivärden (10 %).
2015-10-23 meddelades att SCA tillsammans med övriga delägare avyttrar flygbolaget till Kvalitena, ett svenskt investmentbolag med inriktning på fastigheter. Kvalitenas övertagande av flygbolaget beräknas att slutföras senast den 29 februari 2016. Flygbolaget och är baserat på Stockholm-Bromma flygplats. Vid flygplatsen har flygbolaget även en egen hangar. VD är Brian Liddle. 
Flygplansflottan består av två Bombardier Challenger 300, SE-RMA och SE-RMC, en Cessna 525B CitationJet CJ3  SE-RMB samt tre Dassault Falcon 7X SE-DJI, SE-DJK och SE-DJL. 
Företaget bytte namn till Svenskt Industriflyg AB 2016-05-20.